# Zdzisław Skrzeczkowski
Zdzisław Skrzeczkowski (Lubanie, 23 novembre 1930 – Łódź, 1º aprile 2024) è stato un cestista polacco.

## Carriera
Con la Polonia disputò i Campionati europei del 1957.